# Ambia prolalis
Ambia prolalis là một loài bướm đêm trong họ Crambidae.